# 東光高岳
株式会社東光高岳（とうこうたかおか）は、東京都江東区に本社を置く日本の電気機器メーカーである。

## 概要
2012年10月1日、高岳製作所と東光電気が経営統合し発足した。東京電力パワーグリッドの関係会社である。
変圧器や開閉装置等の受変電・配電機器を主に製造しており、重電8社（日立製作所、東芝、三菱電機、富士電機、明電舎、ダイヘン、日新電機、東光高岳）の一角である。断路器と急速充電器において国内トップシェアを誇る。

## 事業内容

### 電力機器事業
- 変圧器、開閉装置、開閉器、監視制御システム、配電用制御機器、 セキュリティ監視・制御装置、伝送システム機器等の製造販売、電気設備工事、 空調設備工事の請負等。

### 計量事業
- 変成器・各種計器の製造販売、計器失効替工事等の請負等。

### エネルギーソリューション事業
- エネルギー計測・制御機器、電気自動車用急速充電器等の製造販売。

### 光応用検査機器事業
- 三次元検査装置、シンクライアントシステム、組込みソフトウェア等の製造販売。

### その他の事業
- 賃貸ビル等の不動産賃貸、新エネルギー分野の研究開発受託事業、LED照明事業等。

## 製品・サービス

### 電力インフラ向け変電設備
- パワーセンター
- コントロールセンター
- 550kV断路器
- 168 or 72/84kVガス絶縁開閉装置（GIS）
- 275kV 150MVA超高圧変圧器
- 72/84kVタンク形ガス遮断器
- 66kV 10MVA窒素密封形変圧器
- 66kV 20MVA油入自冷式変圧器
- 縮小形配電用変電所設備（SPC）
- 固体絶縁縮小形開閉装置（SIS）

### 電力インフラ向け配電設備
- センサ内蔵自動気中多回路開閉器
- 高圧自動気中開閉器（マルチピラ）
- 6kV柱上用センサ内蔵自動開閉器
- 地上用変圧器
- 柱上変圧器
- オートタップチェンジャー付柱上変圧器
- 配電用自動電圧調整器（SVR）、SVR用遠方制御器
- 低圧自動電圧調整器
- 集合住宅用変圧器
- 光/搬送両方式対応形センサ内蔵自動開閉器用遠方制御器（デュアル子局）

### 電力インフラ向け監視制御および通信設備
- コンセントレーター
- スマートメーター/スマートグリッド用情報伝達装置（SST）
- 風力発電設備用雷電流計測装置
- 電力系統監視制御システム
- 監視機能付きギガビットレピータ
- 電気・空調・給排水衛生工事

### 公共インフラ・産業向け変電設備
- 66/77kV窒素密封形変圧器
- キュービクル形ガス絶縁開閉装置（C-GIS）
- スポットネットワーク受変電設備
- 断路器
- エコ&スマート配電盤
- プラント設備
- デジタル形保護計測装置
- 集合住宅用変圧器
- 高圧気中/ガス開閉器
- トップランナー変圧器2014（モールド・油入）

### 公共インフラ・産業向け監視制御および通信設備
- 監視制御システム

- IED

### 海外向け変電設備
- 大形変圧器、断路器、計器用変成器など

### 変成器（VCT・CT・VT）
- モールド形変流器（CT）（巻線型変流器）
- モールド形変流器（CT）（貫通形変流器）
- モールド形接地形計器用変圧器（EVT）
- 油入形接地形計器用変圧器（EVT）
- ガス絶縁形接地形計器用変圧器（EVT）
- モールド形非接地形計器用変圧器（VT）
- 油入形非接地形計器用変圧器（VT）
- モールド形電力需給用計器用変圧変流器（VCT）
- 油入形電力需給用計器用変圧変流器（VCT）
- ガス絶縁形電力需給用計器用変圧変流器（VCT）
- 屋外用モールド形変成器
- モールドブッシング変流器・成形品・その他

### EV用充電インフラ
- EV用パワーコンディショナ（V2H）

- 急速充電器

### 省エネ・監視・制御・EMS
- エネマネ事業者
- エコ. Web5
- LonWorks対応コントローラ
- 中央監視システム
- 照明・空調の省エネ制御システム
- T-STEP BEMS（T-Green BEMS）
- スマートコンセント
- T-STEP EMS Webサービス
- テナント検針システム
- マンション一括受電自動検針システム

### 台車用サーボモータ
- ポータブルパワーシリーズ（モータ）
- ミッションテスタ
- LL印字機

### 光応用検査装置
- 温度可変反り検査装置 HVIシリーズ
- インラインバンプ検査装置 In-Tray Type TVIシリーズ
- インラインバンプ検査装置 Index Type CVIシリーズ
- 多面取り基板バンプ検査装置
- ウェーハマイクロバンプ検査装置
- FC-CSP基板バンプ検査装置 RVIシリーズ
- 汎用三次元検査装置 FVIシリーズ
- ブランクス・フォトマスク欠陥検査装置

### その他
- 防浸形LED照明器具
- 配管トラップ・逆止弁 エアカットバルブ
- 水素水生成器

## 沿革

### 高岳製作所
- 1918年（大正7年）- 株式会社高岳製作所として設立。名古屋市東区高岳町にて操業を開始。
- 1920年（大正9年）- 断路器1号機を開発。
- 1932年（昭和7年）- 三相5000kVA変圧器を開発。
- 1940年（昭和15年）- 本社を東京に移転。
- 1945年（昭和20年）- 電気コンロ、アイロンなど民生品を生産。
- 1962年（昭和37年）- 栃木県小山市に大型変圧器の専門工場を建設。
- 1971年（昭和46年）- 日本初の6kV固体絶縁開閉装置を開発。
- 1974年（昭和49年）- 小山第二工場を建設。柱上変圧器を生産。
- 1975年（昭和50年）- 世界最大容量550kV断路器が完成。
- 1978年（昭和53年）- コンピュータ制御システム（MUDIC）を開発。
- 1981年（昭和56年）- 変電所集中監視制御装置を納入。
- 1992年（平成4年）- 配電自動化コンピュータシステムを納入。
- 1994年（平成6年）- 静岡県浜松市に浜松テクノセンターを建設。三次元検査装置で米国特許取得、その後販売。
- 2002年（平成14年）- 国内初のシンクライアント専門IT会社「ミントウェーブ」設立。
- 2004年（平成16年）- トップランナー変圧器の販売開始。フォトマスク欠陥検査装置（半導体用）を初出荷。
- 2005年（平成17年）- 整水器工場を竣工、アクティブビオを発売。
- 2007年（平成19年）- 電気自動車用急速充電器を納入。
- 2010年（平成22年）- 小山工場に断路器新工場建設、配電ネットワーク実証試験場を開設。

### 東光電気
- 1928年（昭和3年）- 東電電球株式会社設立。東京市深川区両国にて電球製造事業を行う。
- 1929年（昭和4年）- 芝浦電気工業株式会社設立。電気機器の修理・製造と購入機器の検査事業を行う。
- 1932年（昭和7年）- 東電電気商品株式会社設立。電気器具類の販売事業を行う。
- 1938年（昭和13年）- 東電電球、芝浦電気工業、東電電気商品の3社が合併し、東電電球株式会社が発足。翌年には社名を東光電気株式会社へ変更。
- 1948年（昭和23年）- 蛍光ランプの製造・販売を開始。
- 1953年（昭和28年）- 電力量計修理事業を継承。協同電機製作所・王子電機工業所から営業権を譲り受け、積算電力計の修理を再開。
- 1958年（昭和33年）- 電力量計失効替工事の請負開始。東京電力の計器業務の一貫運営の合理化を担い、新たに計器失効替工事の請負を開始。
- 1960年（昭和35年）- 油入開閉器の製造・販売を開始。高度経済成長期の電力需要増大に合わせ、配電線の増強と電圧対策に取り組み、新たな製品の開発・製造・販売を開始。
- 1965年（昭和40年）- システム機器の製造・販売を開始。
- 1969年（昭和44年）- 6kVモールド型計器用変圧器の製造・販売を開始。
- 1971年（昭和46年）- 高圧気中開閉器の製造・販売を開始。
- 1976年（昭和51年）- 電力盤および計測機器の製造・販売を開始。
- 1993年（平成5年）- 新塗装工場を埼玉事業所に建設。配電自動化に向けた製品開発を開始。
- 2000年（平成12年）- ドイツ製APG注型設備導入。
- 2003年（平成15年）- 屋外用モールドEVT納入。
- 2004年（平成16年）- 「オーバルコート大崎マークイースト」竣工。
- 2005年（平成17年）- 「蘇州東光優技電気」設立。
- 2009年（平成21年）- STiNCの販売開始。東光東芝メーターシステムズを設立。

### 東光高岳ホールディングス
- 2012年（平成24年）10月1日 - 高岳製作所と東光電気が、共同株式移転の方法により両社の完全親会社となる株式会社東光高岳ホールディングスを設立。
- 2013年（平成25年）- 小山工場に1.5MW太陽光発電設備を設置。

### 東光高岳
- 2014年（平成26年）
  - 4月1日 - 東光高岳HDが高岳製作所および東光電気を吸収合併し、商号を株式会社東光高岳に変更。
  - 7月 - 埼玉県蓮田地区にてスマートメーター生産工場（組立棟・倉庫棟）が竣工。
  - 10月 - 東京計器工業株式会社より、同社の失効替工事、並びにこれに付帯または関連する一切の工事および作業に係る事業を譲り受け。
- 2017年（平成29年）
  - 1月 - 計量事業に関して販売・生産体制を一体化した計量事業本部を設置。
  - 6月 - 大韓民国にガス変成器の合弁会社（東光高岳コリア株式会社）を設立。
  - 7月 - 事業領域の拡大に向け、イノベーション推進部、国際事業部を設置。
- 2019年（令和元年）6月 - デジタルグリッド事業の拡大に向け、ベトナム国ATS社への出資および業務提携契約の締結[6]

## 事業所

### 国内事業所
- 本社 - 東京都江東区豊洲5丁目6番36号　ヒューリック豊洲プライムスクエア8階
- 上野地区 - 東京都台東区上野1丁目11番9号　イマスサニービル4階
- 小山地区 - 栃木県小山市大字中久喜1440番地
- 蓮田地区 - 埼玉県蓮田市大字黒浜字桜ヶ丘4008番地
- 浜松地区 - 静岡県浜松市浜名区新都田1丁目1番1号
- 名古屋地区 - 愛知県あま市甚目寺流80番地

### 支社
- 東北支社 - 宮城県仙台市宮城野区榴岡3丁目4番18号　タカノボル第22ビル6階
- 中部支社 - 愛知県名古屋市中区錦二丁目3番4号　名古屋錦フロントタワー2階
- 関西支社 - 大阪府大阪市北区堂島2丁目4番27号　新藤田ビル18階
- 九州支社 - 福岡県福岡市中央区渡辺通5丁目23番8号　サンライトビル9階

### 営業所
- 北関東営業所 - 栃木県小山市大字中久喜1440番地
- 横浜営業所 - 神奈川県横浜市中区吉田町65番地　ERVIC横浜ビル6階
- 新潟営業所 - 新潟県新潟市中央区弁天1丁目1番26号　オセオ弁天9階
- 埼玉営業所 - 埼玉県蓮田市大字黒浜字桜ヶ丘4008番地
- 北海道営業所 - 北海道札幌市中央区大通西5丁目8番地　昭和ビル8階
- 中国営業所 - 広島市中区紙屋町2丁目2番12号　信和広島ビル6階
- 四国営業所 - 香川県高松市寿町1丁目2番5号　井門高松ビル5階
- 新宿オフィス - 東京都 新宿区西新宿2丁目1番1号　新宿三井ビルディング36階

### 海外事業所
- フィリピン駐在員事務所
- ハノイ駐在員事務所[8]

## 国内関連会社

### 電力機器事業
- タカオカエンジニアリング株式会社 - 電気工事・電気通信工事施工
- タカオカ化成工業株式会社 - 高分子応用電気製品・部品の製造販売
- 東光器材株式会社 - 電気機器類の製造修理
- 高岳電設株式会社 - 電気工事・電気通信工事施工

### 計量事業
- ワットラインサービス株式会社 - 計器失効替工事施工、運送、荷造梱包
- 東光東芝メーターシステムズ株式会社 - 計器の開発および製造販売
- ティー・エム・ティー株式会社 - 計器に関わる電気工事施工、労働者派遣
- デクスコ株式会社 - 産業用電気機器の販売・輸出入

### 情報・光応用検査機器事業
- 株式会社ミントウェーブ - シンクライアントシステムの製造販売、コンピュータソフトウェアの開発受託
- ユークエスト株式会社 - 組込みソフトウェア開発販売、無線通信機器製造販売

## 海外関連会社

### 電力機器事業
- 撫順高岳開閉器有限公司 - 断路器の製造販売
- Applied Technical Systems Joint Stock Company - 電力ネットワーク監視制御システムの製造販売

### 計量事業
- 蘇州東光優技電気有限公司 - 各種変成器の製造販売
- 東光高岳コリア株式会社 - ガス変成器の製造および販売
- TACTICO, Ltd. - 韓国国内でのモールド製品の生産・販売

## 不祥事
- 2016年1月20日、公正取引委員会は消費税の円滑かつ適正な転嫁の確保のための消費税の転嫁を阻害する行為の是正等に関する特別措置法（以下「消費税転嫁対策特別措置法」という。）第3条の規定に違反する行為が認められた為、消費税転嫁対策特別措置法第6条第1項の規定に基づき，同社に対し勧告を行った[11]。
- 2021年8月27日、小山事業所で製造するガス絶縁開閉装置の不適切な検査が行われていたと発表している[12]。